# Săsăuș (okręg Sybin)
Săsăuș – wieś w Rumunii, w okręgu Sybin, w gminie Chirpăr. W 2011 roku liczyła 149 mieszkańców.